# تیساگت‌ها

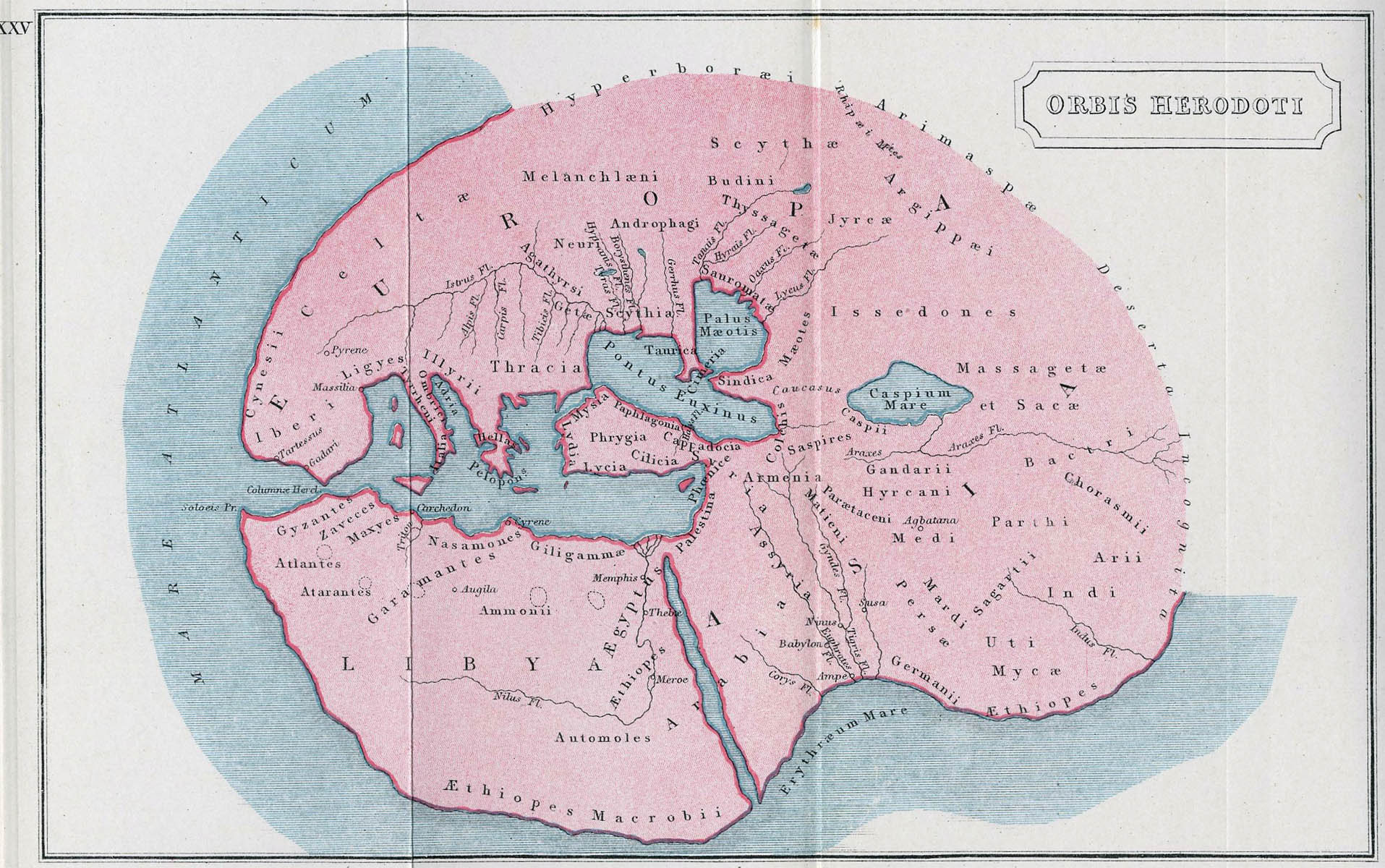
نقشه ای که جهان را همانطور که هرودوت توصیف کرده است، با ثیساگت‌ها در کرانه‌های شمالی "Palus Maeotis" به تصویر می کشد.

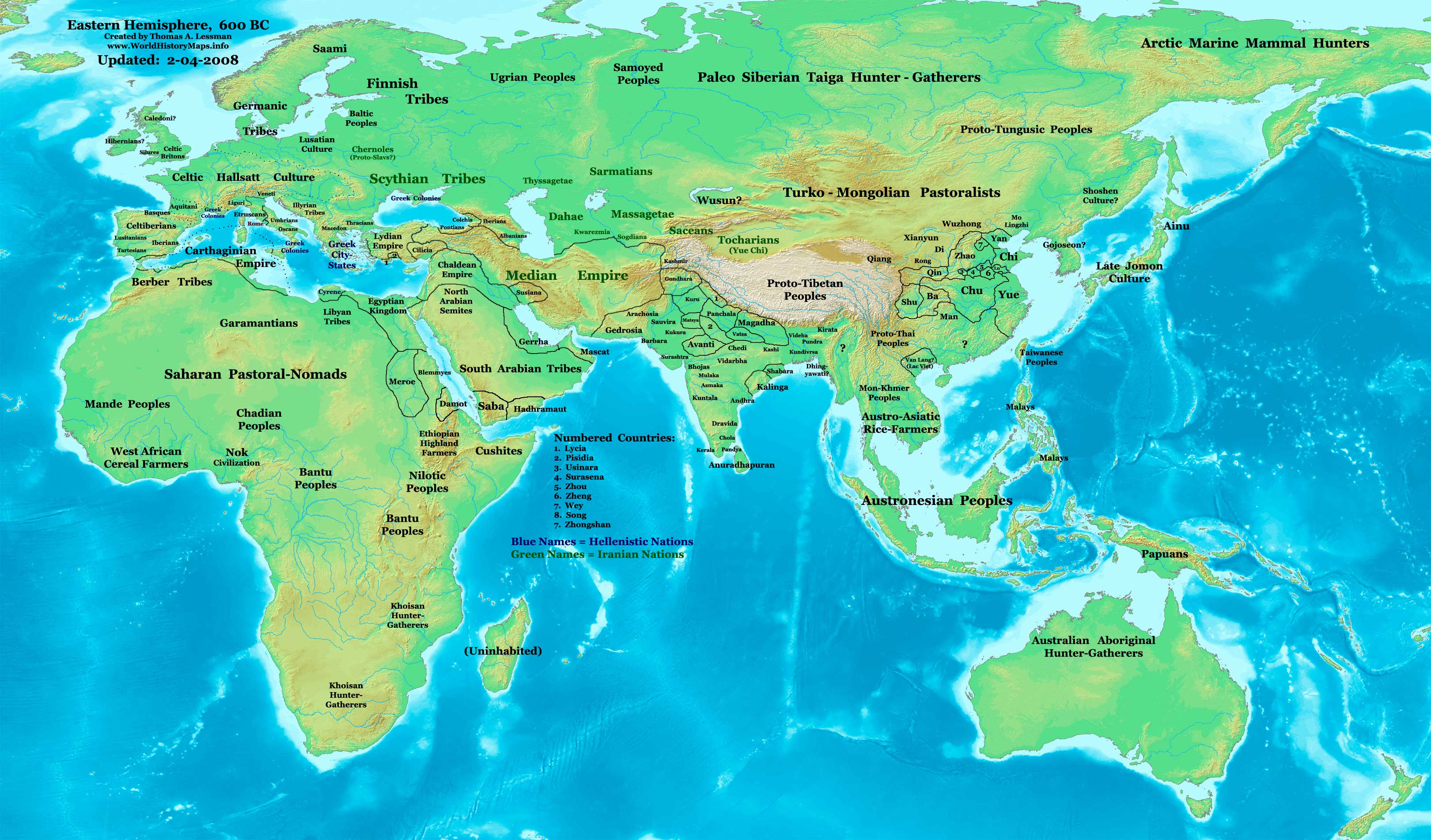
نقشهٔ بخش خاوری جهان در پیرامون ۶۰۰ پیش از میلاد؛ جایگاه تیساگت‌ها در شمال دریای مازندران مشخص شده‌است.

تیساگت‌ها (به یونانی: Θυσσαγέται) یا گت‌های کوچک، برپایهٔ گزارش هرودوت نام قبیله‌ای بوده است که در شمال خاوری سکائیه -در روسیه و اوکراین کنونی- می‌زیستند. 
به گفته باستان‌شناس سده ۱۹اُم، سر الیس مینز، فرم نام آن‌ها نشان می دهد که ثیساگت‌ها یک زبان ایرانی، مانند سکایی یا سرمتی، مانند ماساگت‌های همسایه (بر ساحل‌های شمال-شرقی دریای کاسپی) سخن می‌کردند.
هرودوت همچنین گزارش می‌دهد که میان تیساگت‌ها و بودین‌ها بیابانی جای داشته که گذر از آن هفت روز زمان می‌برده‌است. او می‌افزاید که رودهایی از سرزمین ایشان به دریای آزوف می‌ریزد، دانسته شده‌است که یکی از این رودها به احتمال همان است که به نام ولگا می‌شناسیم. 